# Leptotes mogyensis
Leptotes mogyensis là một loài lan bản địa của đông nam Brasil.